# Cúp quốc gia Scotland 1923–24
Cúp quốc gia Scotland 1923-24 là mùa giải thứ 46 của giải đấu bóng đá loại trực tiếp uy tín nhất Scotland. Chức vô địch thuộc về Airdrieonians, khi đánh bại Hibernian 2–0 trong trận Chung kết.

## Bán kết
| Aberdeen | v | Hibernian |
| -------- | - | --------- |
|          |   |           |

| Airdrieonians | v | Falkirk |
| ------------- | - | ------- |
|               |   |         |

### Đá lại
| Hibernian | v | Aberdeen |
| --------- | - | -------- |
|           |   |          |

### Đá lại lần 2
| Hibernian | v | Aberdeen |
| --------- | - | -------- |
|           |   |          |

## Chung kết
Trận Chung kết Cúp quốc gia Scotland 1924 là trận đấu với thế trận một chiều khi Airdrie hiếm khi gặp rắc rối. Bob Bennie ở nửa bên trái là cầu thủ chỉ đạo. Bob McPhail của Airdrie nói rằng, "Hughie Gallacher gây nên sự hỗn loạn với hậu vệ của Hibs. Anh ấy và Russell dễ dàng là những tiền đạo xuất sắc nhất của chúng tôi." Russell ghi cả hai bàn thắng.

### Tổng kết trận đấu
| Airdrieonians   | v | Hibernian |
| --------------- | - | --------- |
| Russell 4', 37' |   |           |

| AIRDRIE:               |  |            |
|                        |  |            |
| GK                     |  | Ewart      |
| FB                     |  | Dick       |
| FB                     |  | McQueen    |
| RH                     |  | Preston    |
| CH                     |  | McDougall  |
| LH                     |  | Bennie     |
| RW                     |  | Reid       |
| IF                     |  | Russell    |
| CF                     |  | Gallacher  |
| IF                     |  | McPhail    |
| LW                     |  | Somerville |
| ’‘‘Huấn luyện viên:’’’ |  |            |
| Orr                    |  |            |

| HIBERNIAN:             |  |            |
|                        |  |            |
| GK                     |  | Harper     |
| FB                     |  | McGinnigle |
| FB                     |  | Dornan     |
| RH                     |  | Kerr       |
| CH                     |  | Miller     |
| LH                     |  | H. Shaw    |
| RW                     |  | Ritchie    |
| IF                     |  | Dunn       |
| CF                     |  | McColl     |
| IF                     |  | Halligan   |
| LW                     |  | Walker     |
| ’‘‘Huấn luyện viên:’’’ |  |            |
| A. Maley               |  |            |